# 米兰·德沃夏克
米兰·德沃夏克（捷克語：Milan Dvořák，1934年11月19日—2022年7月21日），捷克男子足球运动员，司职后卫。他曾代表捷克斯洛伐克国家队参加1958年国际足联世界杯，结果队伍止步小组赛阶段。